# 蒙蒂謝洛峰

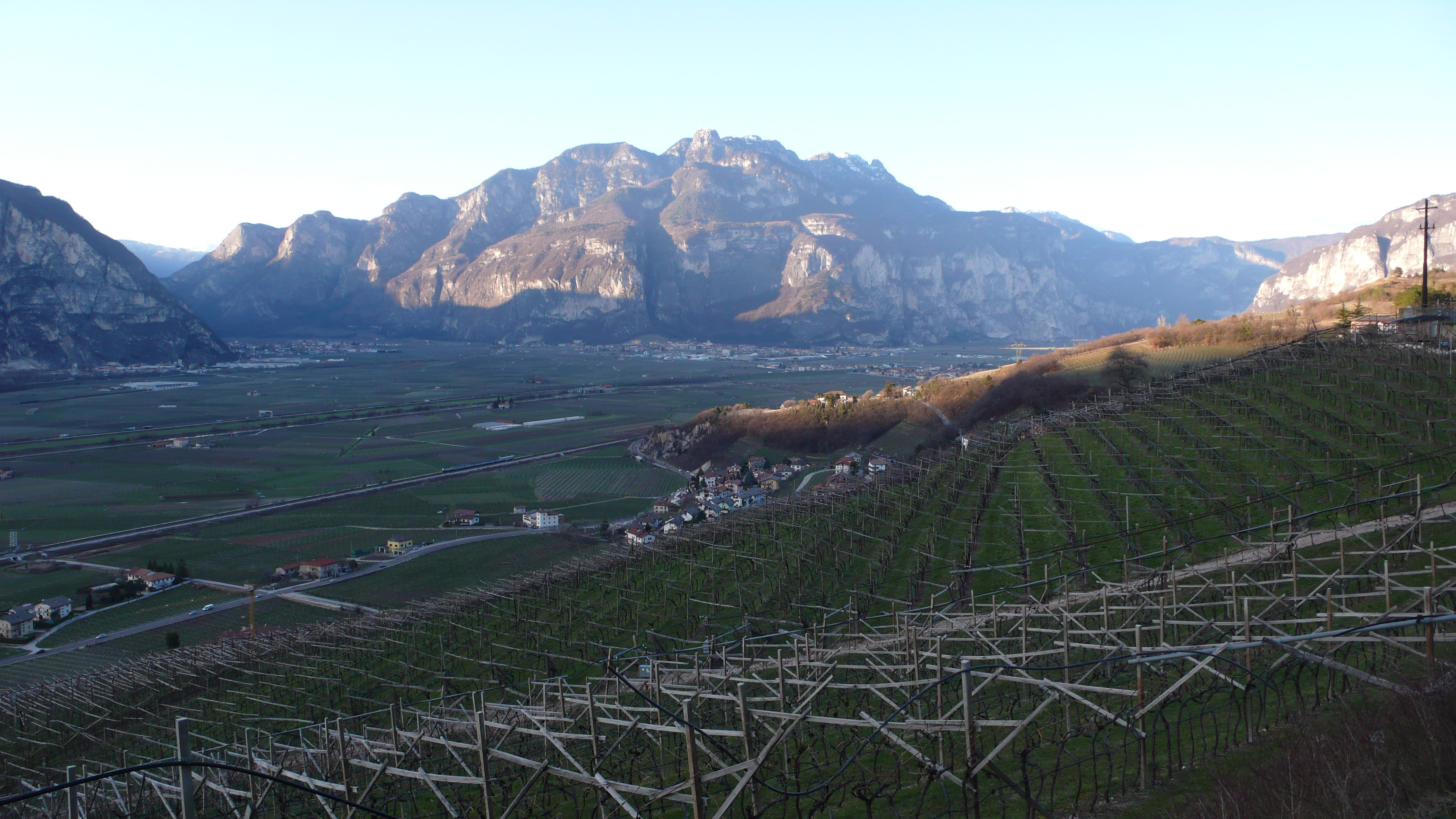

46°14′59″N 11°07′19″E / 46.249746°N 11.121953°E
蒙蒂謝洛峰（義大利語：Cima Monticello），是意大利的山峰，位於該國東北部，由特倫托自治省負責管轄，屬於農斯伯山脈的一部分，距離維格峰1.5公里，海拔高度1,857米。